# Pătrat roșu (pictură)
 Realismul pictat al unei țărănci în două dimensiuni,  cunoscută mai ales ca Pătrat Roșu sau ca Pătratul Roșu  este o pictură suprematistă a lui Kazimir Malevici din perioada sa cubo-futuristo  realizată în anii 1915-1916.

## Descriere
Pictura prezintă un patrulater roșu pe un câmp alb;  patrulaterul pare a fi un pătrat ușor răsucit spațial întrucât cadrul picturii este, de fapt, un pătrat alb-gri.
Conform criticului de artă  Grace Gluek de la New York Times, cuvântul țărancă din titlul dat de artist lucrării este reprezentat de însăși culoarea roșie tradițională în iconografia picturilor religioase ruse.
Pătratul Roșu se găsește în colecția de la Muzeul Rus din Sankt Petersburg.